# Faustino Anderloni

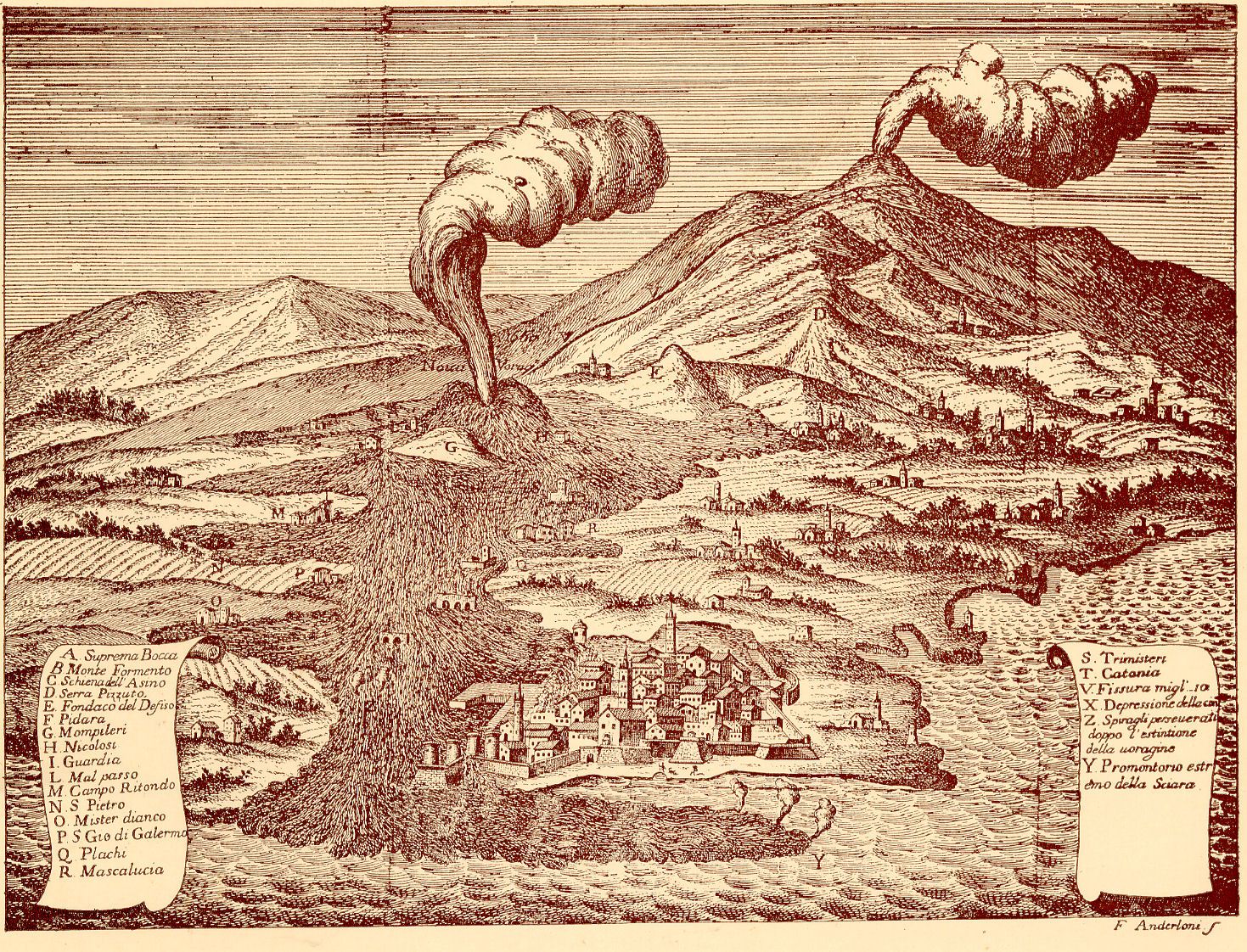
Faustino Anderloni - Etna

Faustino Anderloni (Brescia, 1766 – Pavia, 1847) è stato un incisore italiano.

## Biografia
Fratello di Pietro, che era pittore e anche incisore, Faustino Anderloni era nato a Sant'Eufemia, oggi un quartiere di Brescia. Si distinse come raffinato incisore a bulino. Riprodusse opere di Guido Reni, di Antonio Allegri, di Perin del Vaga.
Nel 1808 fu chiamato alla cattedra di Disegno dell'Università di Pavia. Era celebre per il modellato, dai toni morbidi e dagli effetti chiaroscurali. Illustrò opere scientifiche, come il trattato del chirurgo Antonio Scarpa sull'anatomia dell'occhio, e quello del medico e naturalista Giovanni Antonio Scopoli Deliciae Florae et Faunae. Incise il ritratto di Vittorio Alfieri, di Lorenzo de' Medici, di Schiller, di Maria Luisa d'Austria, del celebre violinista Arcangelo Corelli.
Sue opere si conservano in varie collezioni e in musei, tra cui l'Harvard Art Museums (USA).

### Collaborazioni ad opere scientifiche

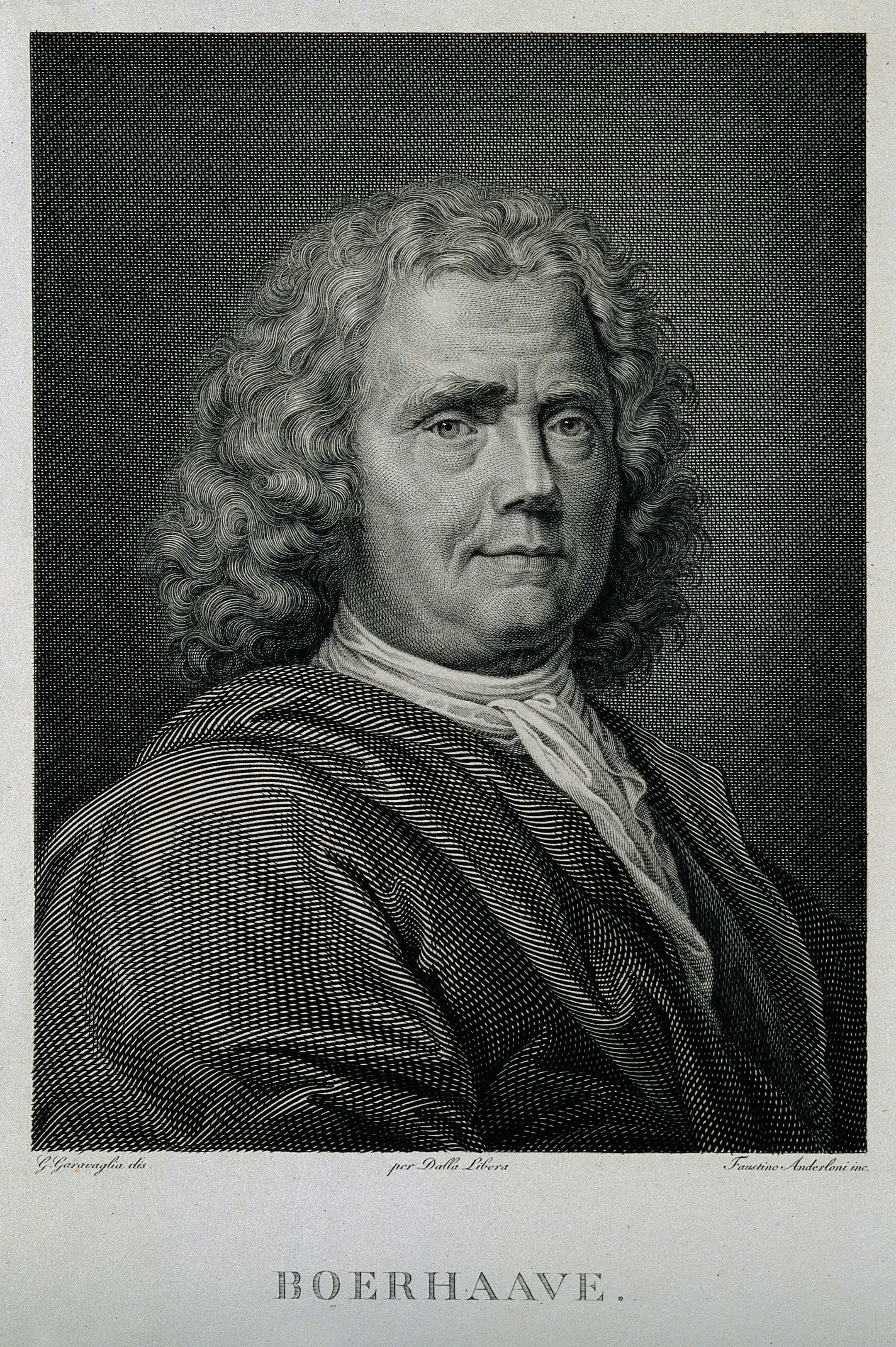
Hermann Boerhaave - incisione di F. Anderloni, da G. G Wellcome

- Giovanni Antonio Scopoli, Deliciae florae et faunae insubricae seu Novae, aut minus cognitae species plantarum et animalium quas in Insubria Austriaca tam spontaneas, quam exoticas vidit, descripsit, et aeri incidi curavit, Ticini, ex Typographia reg. & imp. Monasterii S. Salvatoris, 1786-1788, SBN UFIE000359.
- Antonio Scarpa, Réflexions et observations anatomico-chirurgicales sur l'anéurisme, Paris, Chez Méquignon-Marvis, 1813, SBN PUVE003427. Incisioni di Adam, tratte da disegni di Faustino Anderloni.
- Antonio Scarpa, Trattato delle principali malattie degli occhi di Antonio Scarpa. Edizione sull'ultima dell'autore corredata della traduzione dal francese in italiano de'supplimenti ed aggiunte di Fournier-Pescay e Begin, Napoli, dalla tipografia di Gennaro Palma, 1825, SBN RLZE023362.

### Lastre
Ritratto di Bindo Altoviti, da Raffaello Sanzio. Data: ante 1847. Oggetto: matrice. Materia e tecnica: rame/ acquaforte/ bulino. Misure: 25,3x34,5 cm. Milano, Raccolte Grafiche e Fotografiche del Castello Sforzesco. Civica raccolta delle stampe Achille Bertarelli.